# 1892 no Brasil
Esta é uma cronologia dos fatos acontecimentos de ano 1892 no Brasil.

## Incumbentes
- Presidente do Brasil - Floriano Peixoto (23 de novembro de 1891 – 15 de novembro de 1894)

## Eventos
- 22 de janeiro: No contexto dos Conflitos pelo governo de Mato Grosso, é proclamada a República Transatlântica do Mato Grosso.

## Nascimentos
- 13 de fevereiro: Carlota Pereira de Queirós, a primeira deputada federal da América Latina (m. 1982).[1]
- 25 de março: Helena Antipoff, educadora (m. 1974).[2]

## Mortes
- 23 de agosto: Deodoro da Fonseca, militar e 1º Presidente do Brasil (n. 5 de agosto de 1827).

## Bibiliografia
- Schuma Schumaher e Erico Vital Brazil. Dicionário Mulheres do Brasil: De 1500 até a Atualidade. Zahar, 2000. ISBN 8571105731. ISBN 9788571105737.